# Zahradní Město
Zahradní Město (německy v letech 1939–1945 Gartenstadt) je sídelní celek zaujímající severní a východní část katastrálního území Záběhlice v městském obvodu Praha 10. Je součástí městské části Praha 10.
Je tvořeno kolonií rodinných domků (takzvané staré Zahradní Město), která je obklopena dvěma sídlišti – sídliště Zahradní Město západ a sídliště Zahradní Město východ. V povědomí obyvatel je jako samostatná čtvrť. V roce 2005 byla v jihovýchodním okraji Záběhlic zbudována další zástavba, nazývaná Nové Zahradní Město.
Zahradní město byl ve 30. letech 20. století i obecný pojem pro čtvrti rodinných domků se zahrádkami. Nová čtvrť v Záběhlicích se v počátku označovala jen obecným označením: ještě seznam majitelů domů z roku 1935 uvádí ve svém názvu „zahradní město v Záběhlicích“, v roce 1946 již je v obyvatelské příručce vydané Junákem použito sousloví jako vlastního jména. Původním pravopisem se psalo s velkým „Z“ a malým „m“, tento pravopis se zachoval v dnešní oficiální formě názvu ulice „U Zahradního města“, pojmenované roku 1934, zatímco původní název dnešní ulice Chrpová, která se v letech 1934–1962 jmenovala „V zahradním městě“, uvádí encyklopedie Pražský uličník s malými písmeny.

## Historie a současnost Zahradního Města

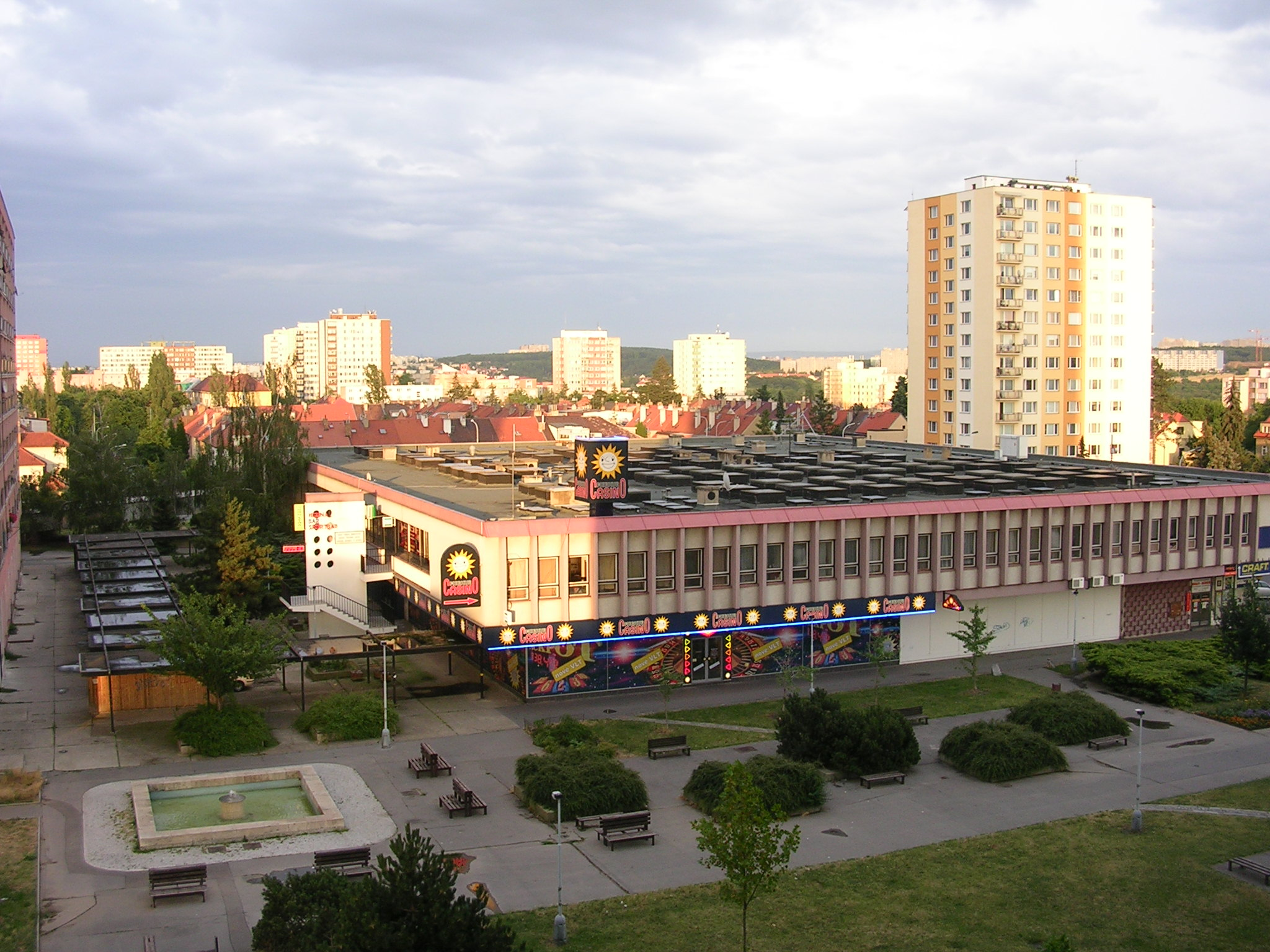
V popředí obchodní centrum Květ, za ním žlutý dům Jabloňová 2929, místo ilegálního vysílání ČST roku 1968

Ještě počátkem 20. století bylo území Zahradního Města nezastavěné, pokryté poli a loukami, z větší části v majetku penzijního fondu zaměstnanců státních drah. V okolí byly jen obce Záběhlice, Strašnice, Hostivař a statek Práče. Výstavba Zahradního Města byla započala roku 1928 a stavbu prováděla stavitelská firma. V roce 1929, byly první domky úředně kolaudovány a stavebníkům předány. Od roku 1932 se výstavba prováděla pod družstvem Nová Praha. Do roku 1934 byla provedena výstavba dostačujících vozovek, dokončena výstavba kanalizace s moderní čisticí stanicí, vodovodu, plynovodu, síť elektrická a síť pouličního osvětlení, částečná telefonizace, a zcela dokončeno prvních 230 obytných objektů. Až v roce 1939 bylo postaveno a kolaudováno nejvíce domů – 137. Celkem zde bylo vybudováno 595 domků. Navíc byly postaveny dva bloky domků – závodní domky firmy Michelin a blok domků na konci ulice Jabloňové směrem k hřbitovu. Za zmínku stojí i průměrná cena domu v tehdejší době – 150 000 korun. Z důvodu nařízení německých úřadů byly práce na další výstavbě zastaveny v roce 1941 a zbytek pozemků nabídnut družstevníkům k odkoupení, a případné výstavbě domků po válce, jakmile to poměry dovolí. Původní projekt byl na 750 ks různých bytových objektů a pro 10 000 obyvatel.
Z občanské vybavenosti zde chyběl v roce 1946 jen poštovní úřad (byl V Korytech – pošta 104), služebna policejního revíru 48 (Ke Skalkám) a měšťanská škola (Práčská). Dle sčítání ke dni 10. 1. 1946 bylo na Zahradním Městě 608 obytných domů, v nich žilo 1004 domácností a celkem 2958 obyvatel (1283 žen, 1091 mužů a 584 dětí). Ke spokojenosti obyvatel zde byl dostatek živnostníků, kteří zajišťovali snad vše, co potřebovali obyvatelé tehdejší střední třídy – dvě mlékárny, dva koloniály, dvě řeznictví, drogerie, papírnictví a parfumerie, dvě cukrárny, železářství, dvě zeleniny a ovoce, dva kadeřníci a holiči, textilní zboží, dvě trafiky, restaurace U Měšťanů, U Červenků, U Ptáčků, U Kučerů, U Rubášů (dříve U Bártů) a mnoho dalších potřebných živnostenských provozů.
Ve třicátých letech 20. století byla značná část výstavby v Praze ovlivněna koncepcí zahradních měst. V různých místech Prahy byly budovány vilové čtvrti obytných domků se zahrádkami. Podobné čtvrti vyrůstaly i na strahovské stráni, v části Letné, v jižní části Vinohrad, na Bohdalci, na Rokosce, v Kobylisích, Malvazinkách, Košířích, na Břevnově, Barrandově, Smíchově, Hanspaulce, na Ořechovce či na dejvické Babě. Podobná čtvrť, Spořilov, vyrůstala i na druhém konci Záběhlic.
Zahradní Město získalo svůj název nejen kvůli tehdy běžnému typu zástavby, ale také proto, že byl zvolen specifický způsob pojmenovávání ulic – jeden z největších a nejucelenějších systémů ulic pojmenovaných podobným způsobem. Hlavními třídami Zahradního Města jsou ulice Jabloňová a Topolová. Původní přirozené centrum u tramvajové smyčky se nazývá náměstí Mezi zahrádkami.
Druhá světová válka velkoryse plánovanou výstavbu přerušila. První stavbou v létě roku 1945 byl pavilon obecné školy v ulici Břečťanová. V padesátých letech 20. století bylo v oblasti ulic Jabloňové a Malinové postaveno několik bloků takzvaných dvouletkových domů, pískově žlutých cihlových domů podobných panelákům se šikmými červenými střechami, ve stejné době se stavěla v akci „Z“ LŠU Jabloňová 30a a ulice Želivecká, která pak musela ustoupit o desítky metrů nové panelové zástavbě. Díky uvažované stavbě školy u hřbitova a polikliniky, byla prodloužena ulice Jabloňová až do ulice V Korytech (u sokolovny). Této stavbě musel ustoupit památník padlým I. a II. světové války a byl přestěhován za křižovatku ulic V Korytech a Záběhlická. Nová pošta 106 V Malinové byla zprovozněna 1. 12. 1960.
V šedesátých a sedmdesátých letech byla po obou stranách vilového Zahradního Města postavena nová sídliště, sídliště Zahradní Město-východ, jehož přirozeným středem bylo okolí obchodního domu Cíl (1969), dnes zastávka Centrum Zahradní Město, s kulatou stavbou restaurace Vesna a kulturním střediskem (1969) a sídliště Zahradní Město-západ, jehož středem byl obchodní dům Květ (1976) se služebnou policie a poliklinika (1973). Nejvýznamnější stavbou byla výstavba školy Břečťanová (část 1966 a zbytek dokončen 1967) a výstavba domova pro seniory (1969). Věžák č. 2929/30 (25. 1. 1968) v Jabloňové ulici v blízkosti Květu a polikliniky byl původně administrativní budovou Československé televize. Významnou úlohu sehrál v roce 1968, kdy po invazi vojsk Varšavské smlouvy právě z tohoto domu Československá televize ilegálně vysílala. Moderátory prvního vysílání z Jabloňové byli Vladimír Škutina a Vladimír Tosek.
Na západ od Květu se nachází vizuální dominanta sídliště, výšková budova Arnika (1976). Byla postavena v letech 1972–1976, o několik let později než bytové bloky v okolí. Původně šlo o internát, posléze o „stavbařský hotel“, tzn. o ubytovnu pro pracovníky na stavbách, v 90. letech se stal hotelem Arnica, v dalších letech 1998–1999 prošla budova kompletní rekonstrukcí, po níž se z hotelu Arnica dne 7. 12. 2006 stal bytový komplex. Výška budovy je přibližně 75 metrů. Ve východním sídlišti má podobný původní účel Penzion Zahradní Město (Rezidence Topolová).

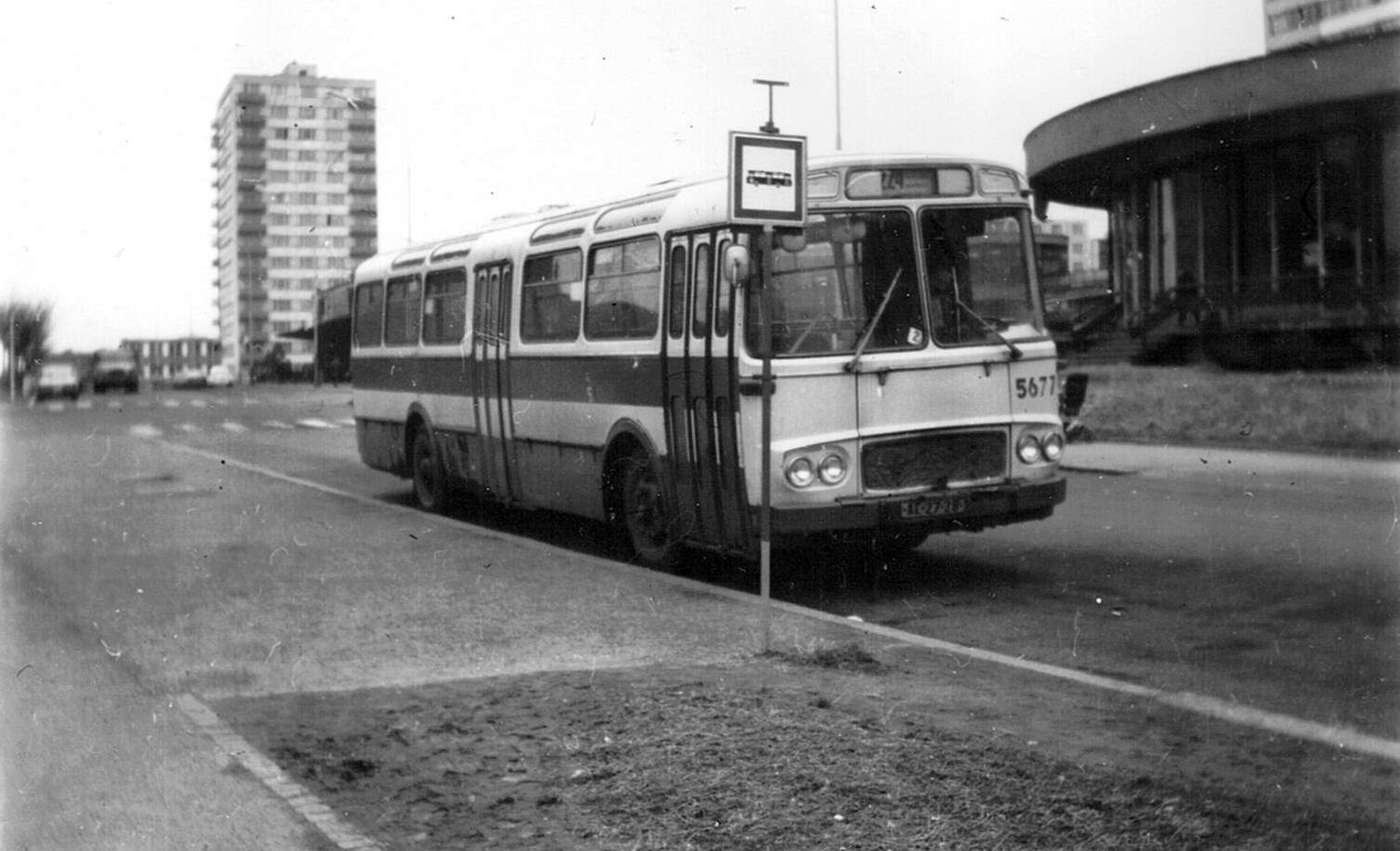
Sídliště Zahradní Město – rok 1981. V pozadí kulatá stavba Vesna, dnes Koloseum
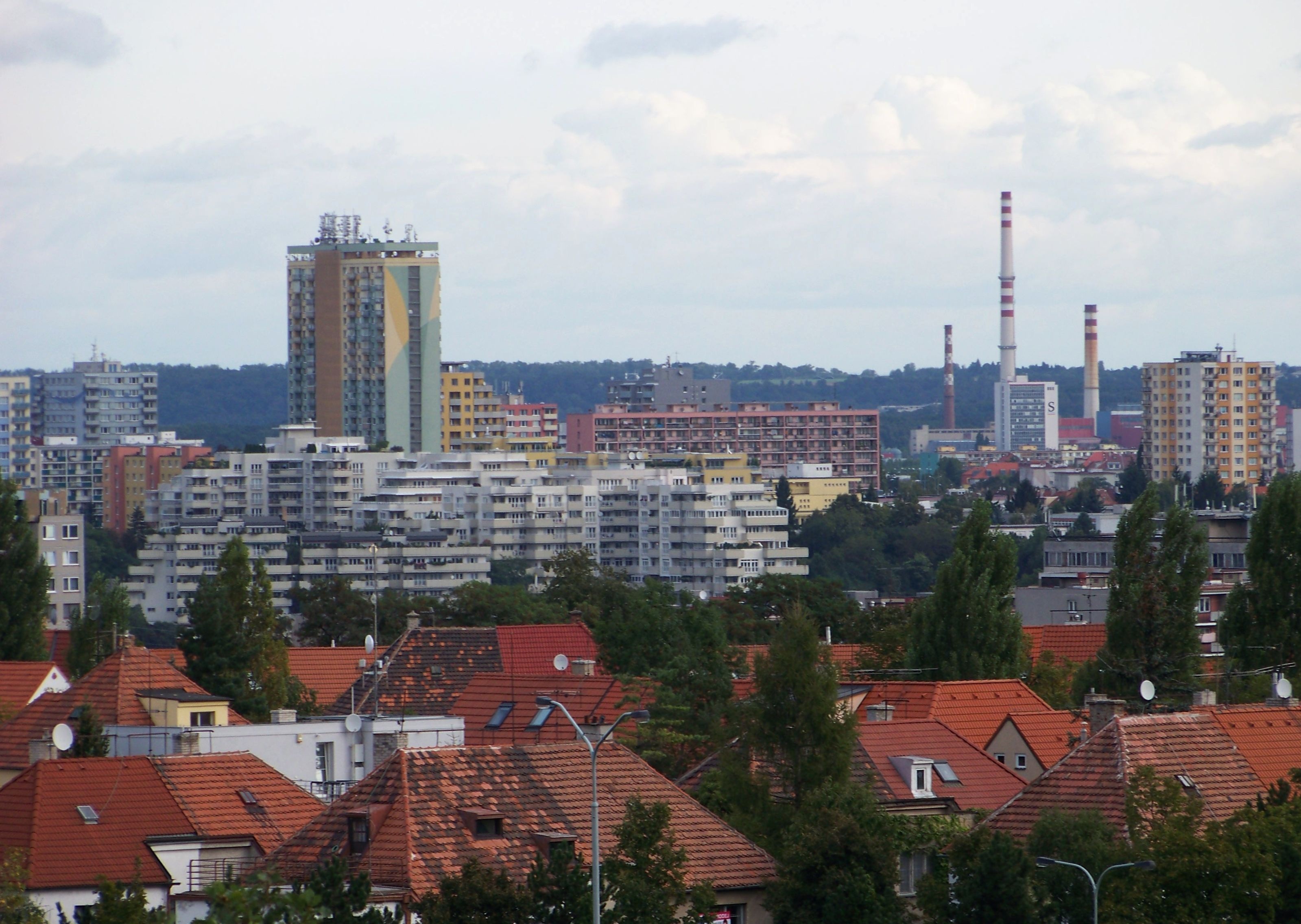
Zahradní Město-západ, v popředí nová výstavba po roce 1989, v pozadí vlevo výšková budova Arnika
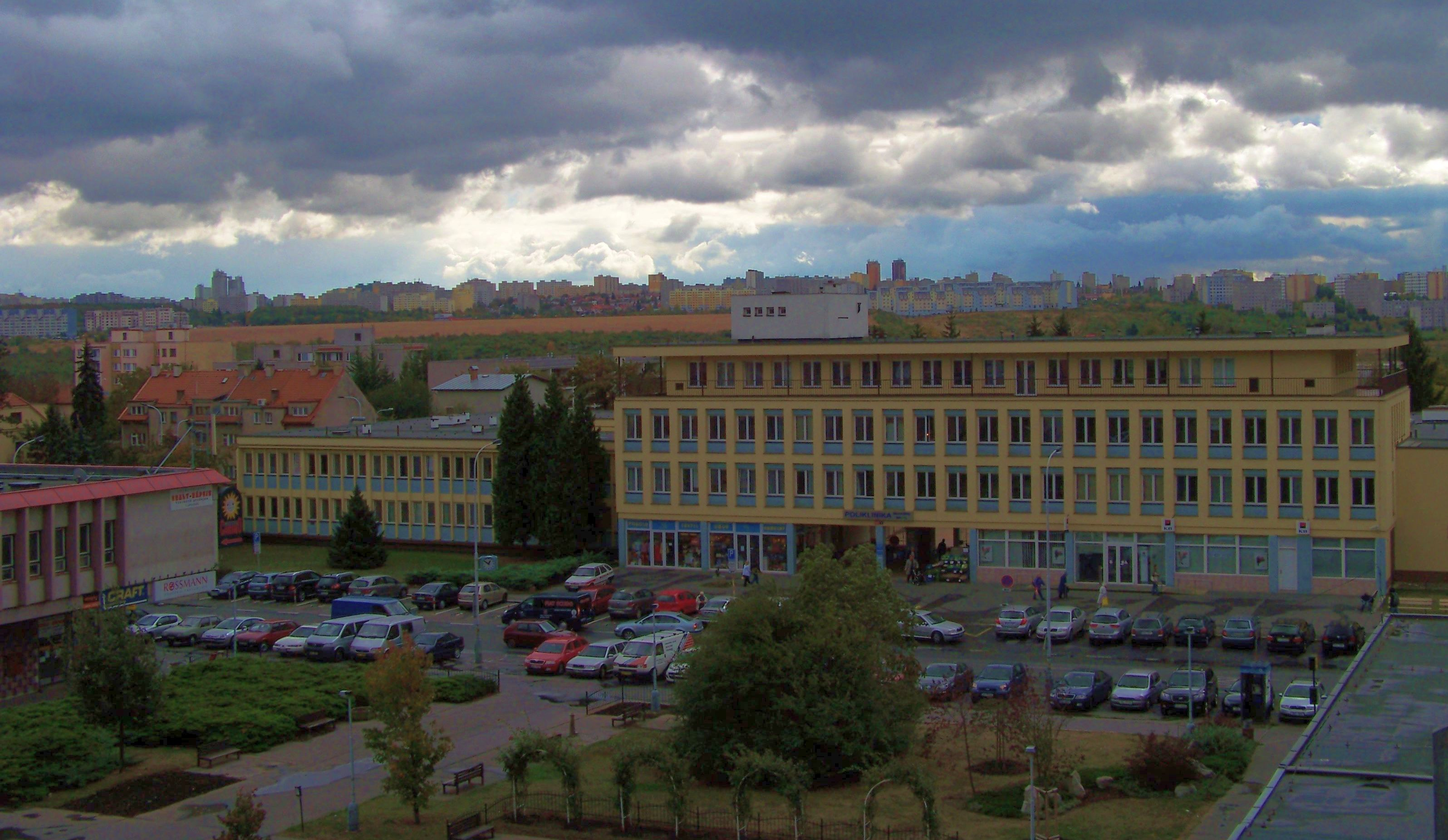
Poliklinika Zahradní Město v ulici Jabloňová
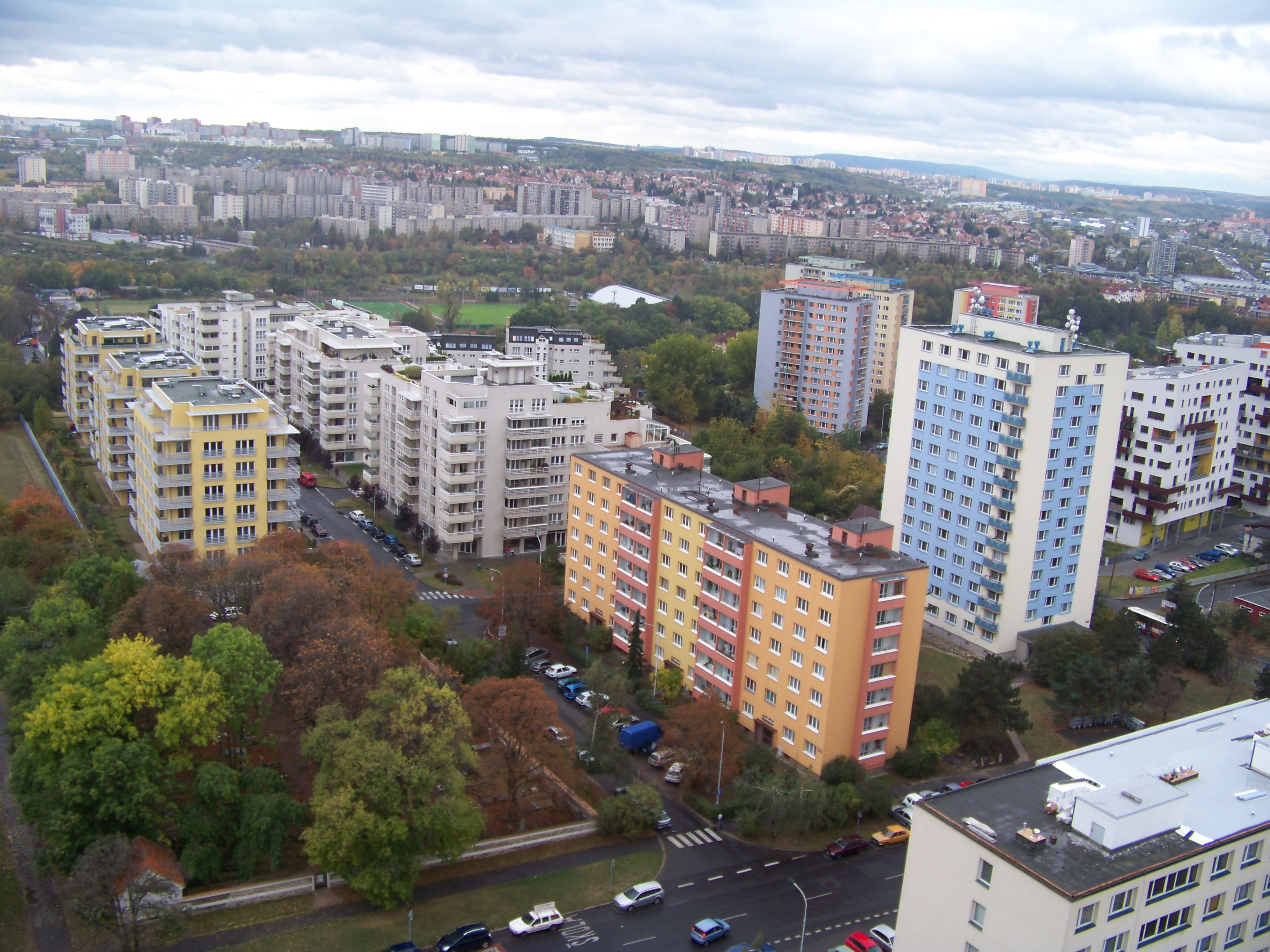
Ulice Hyacintová s porevoluční zástavbou
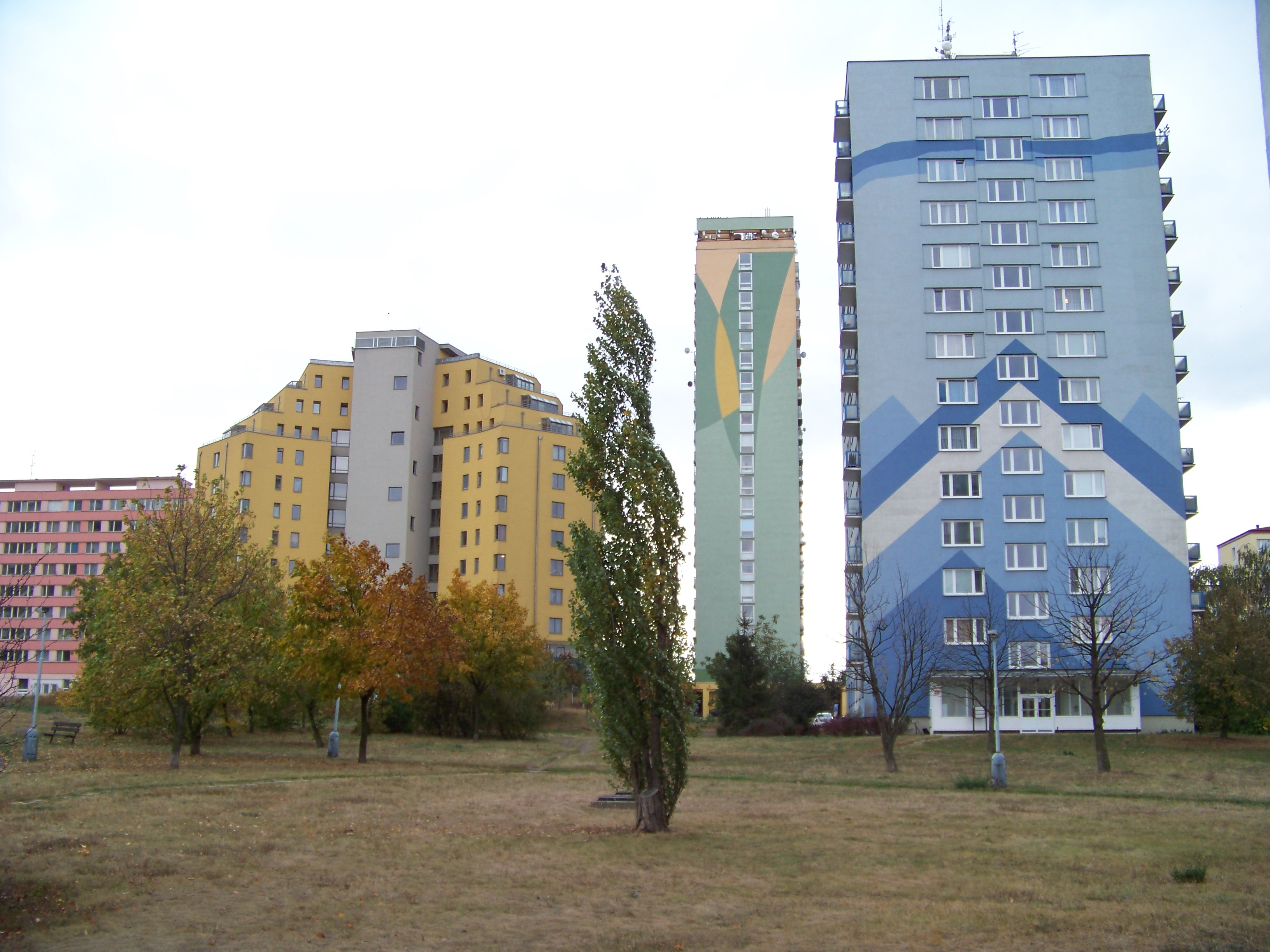
Tři etapy výstavby: léta 60, 70. i 90.
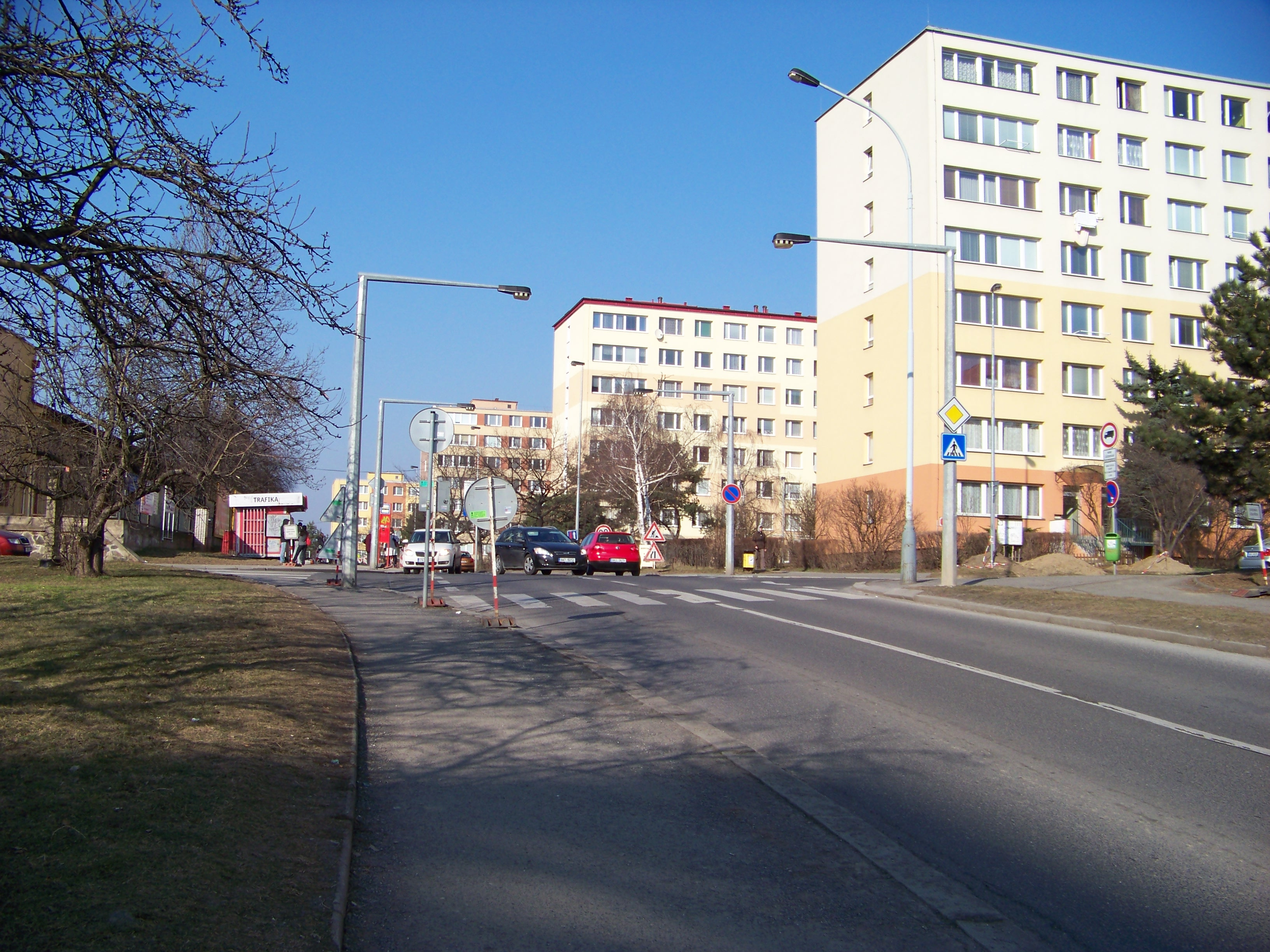
Ulice V Korytech
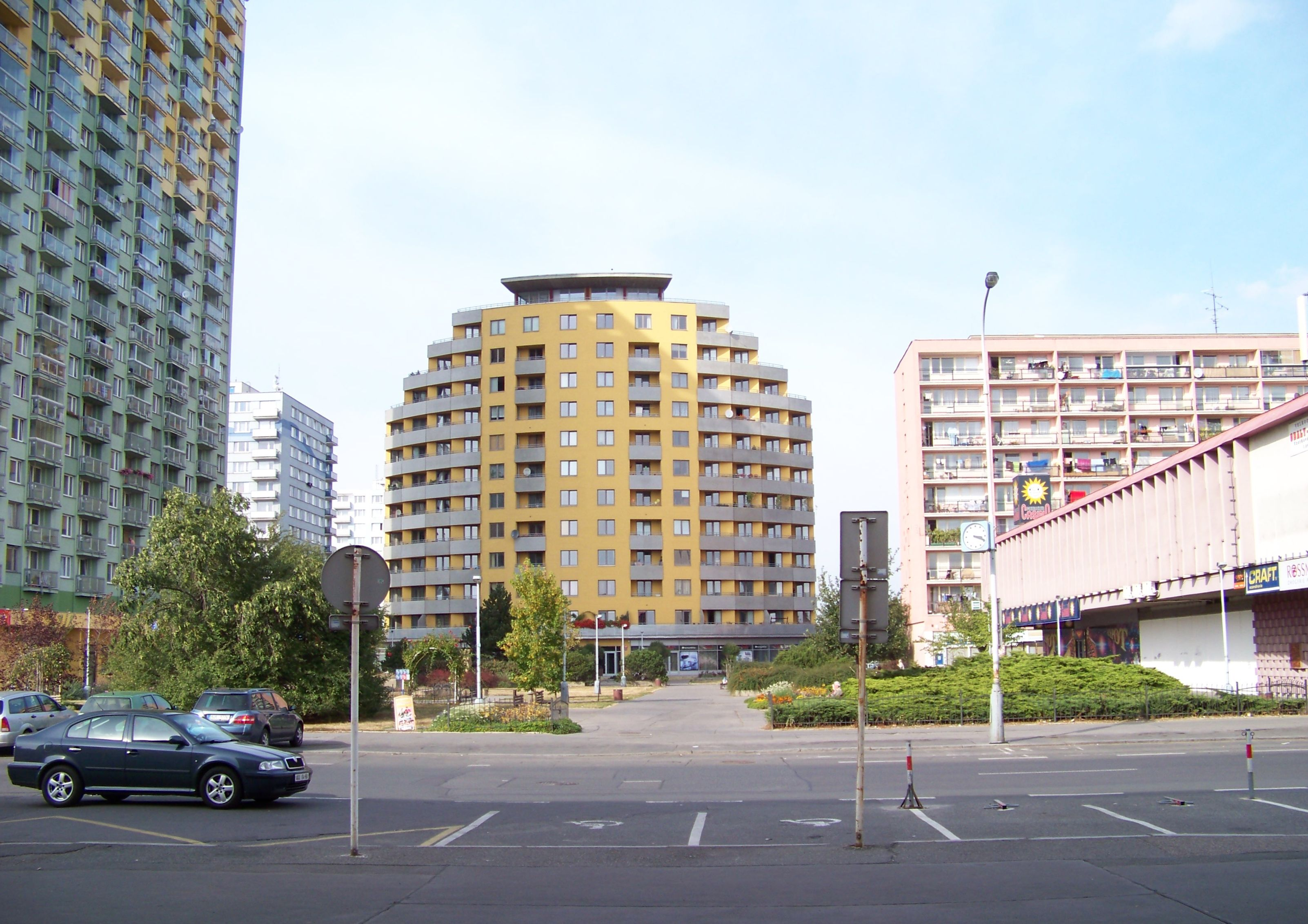
Prostranství vedle Květu, místo pořádání farmářských trhů
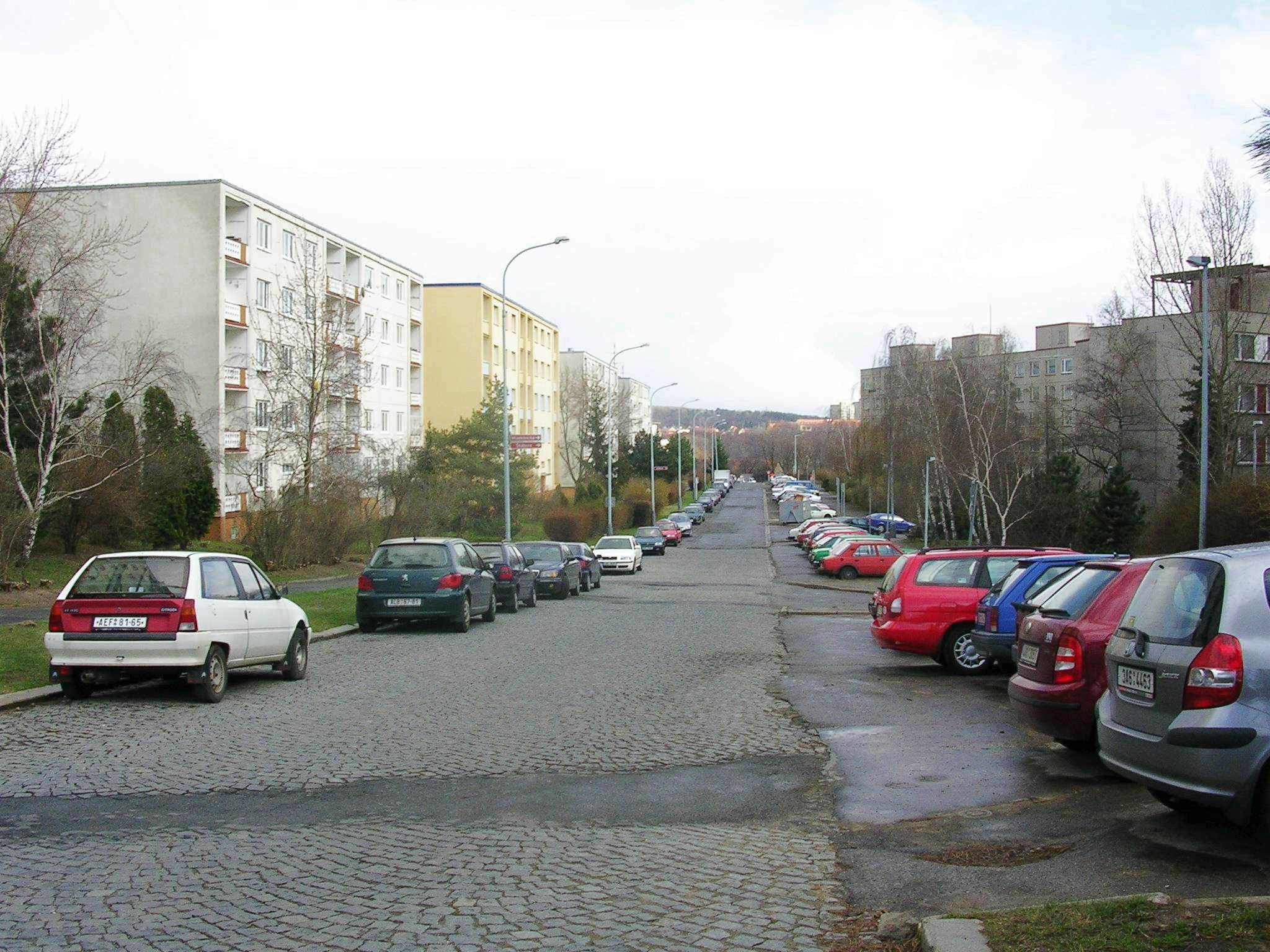
Ulice Sněženková
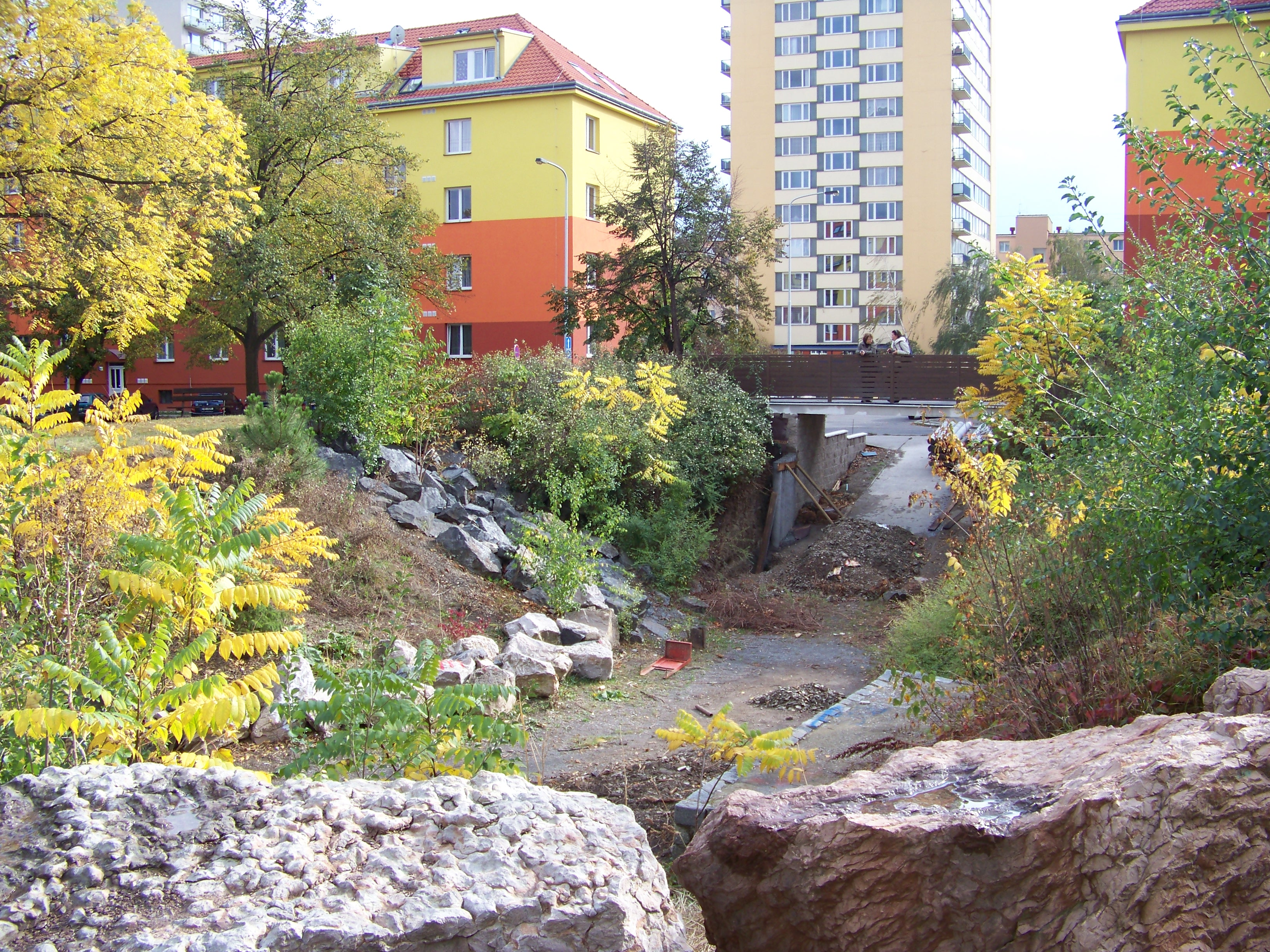
Ulice Malinová
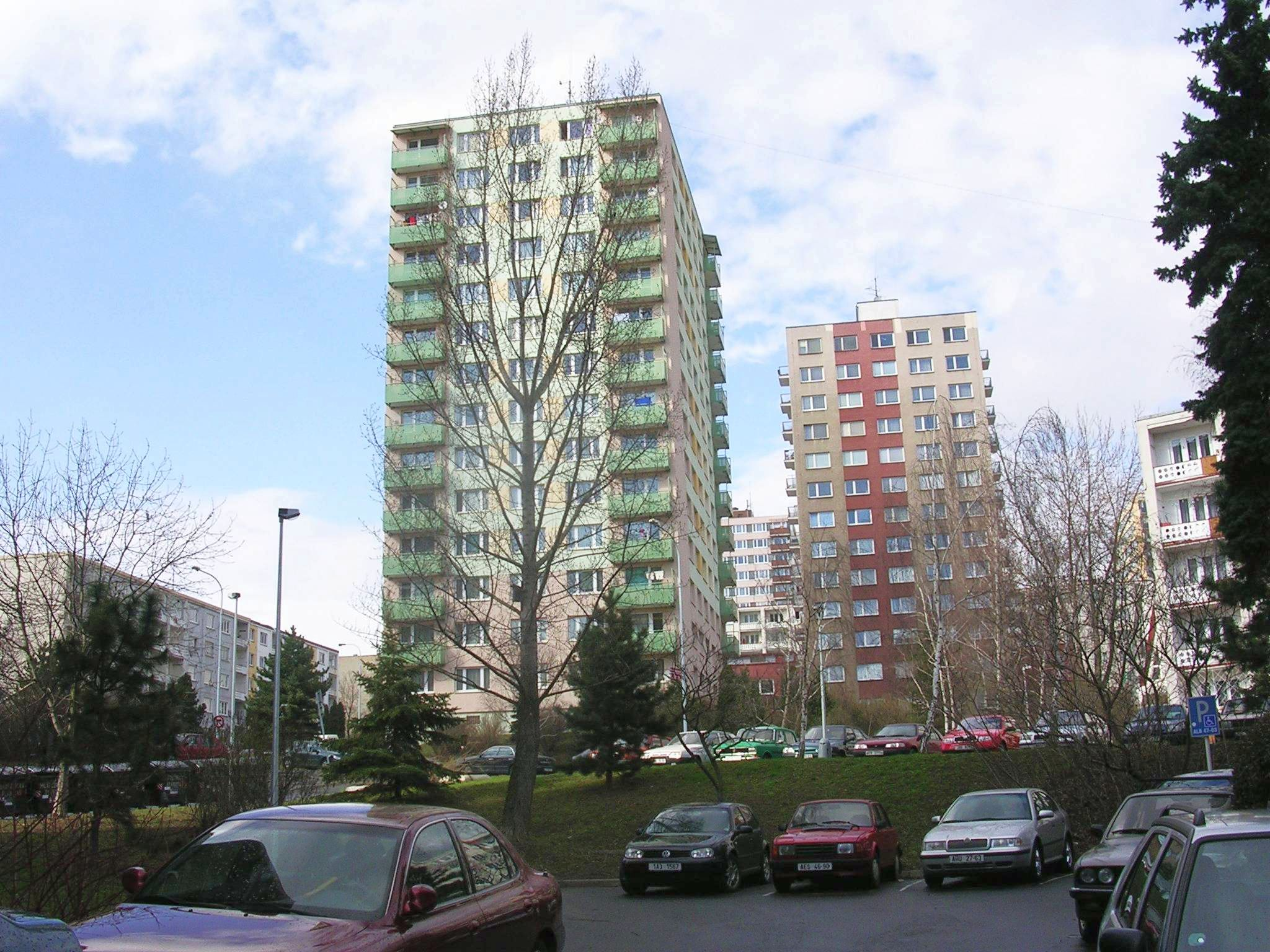
Ulice Hvozdíková
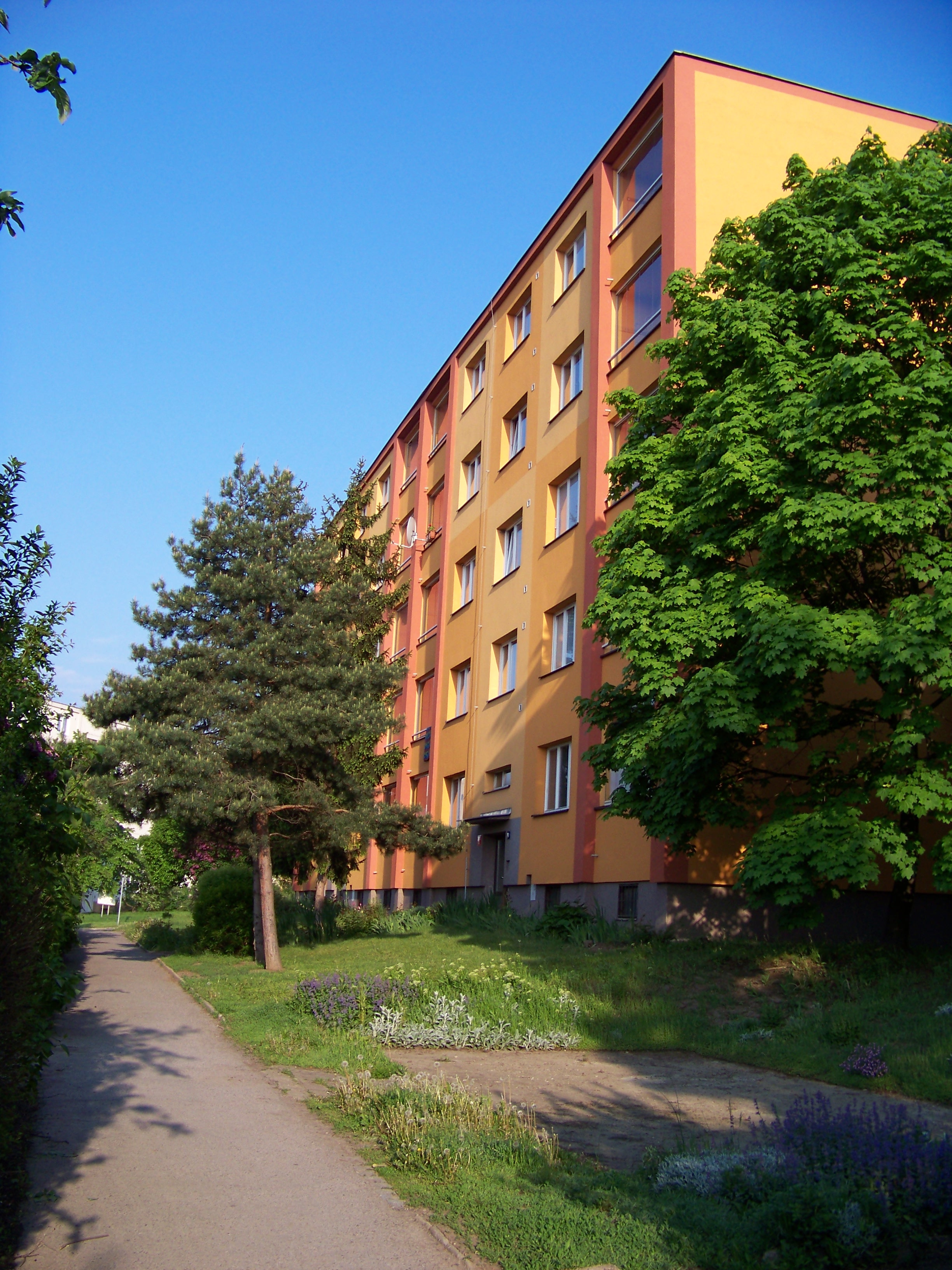
Ulice Práčská
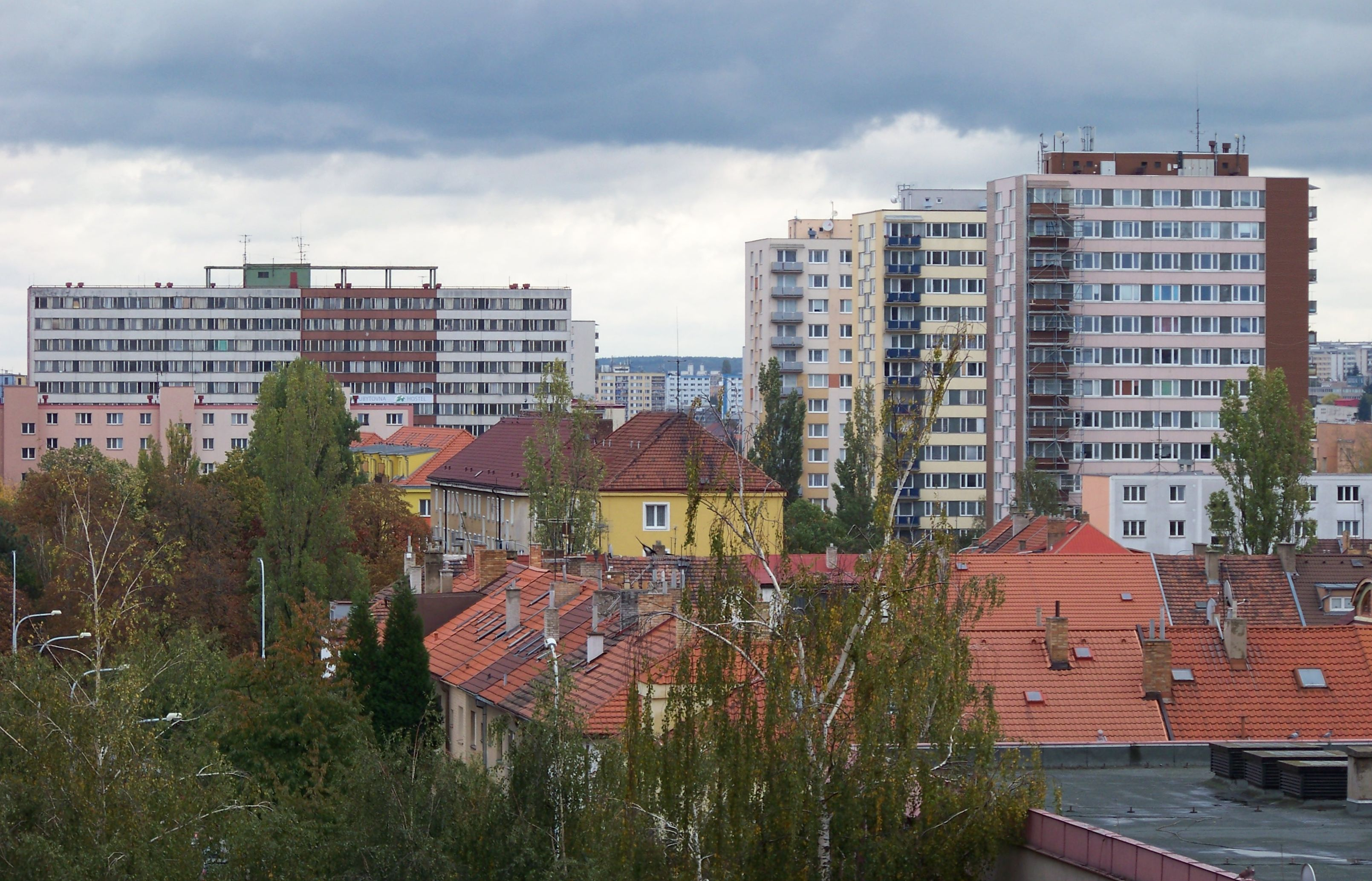
Typické věžáky 60. let, v pozadí Penzion Zahradní Město
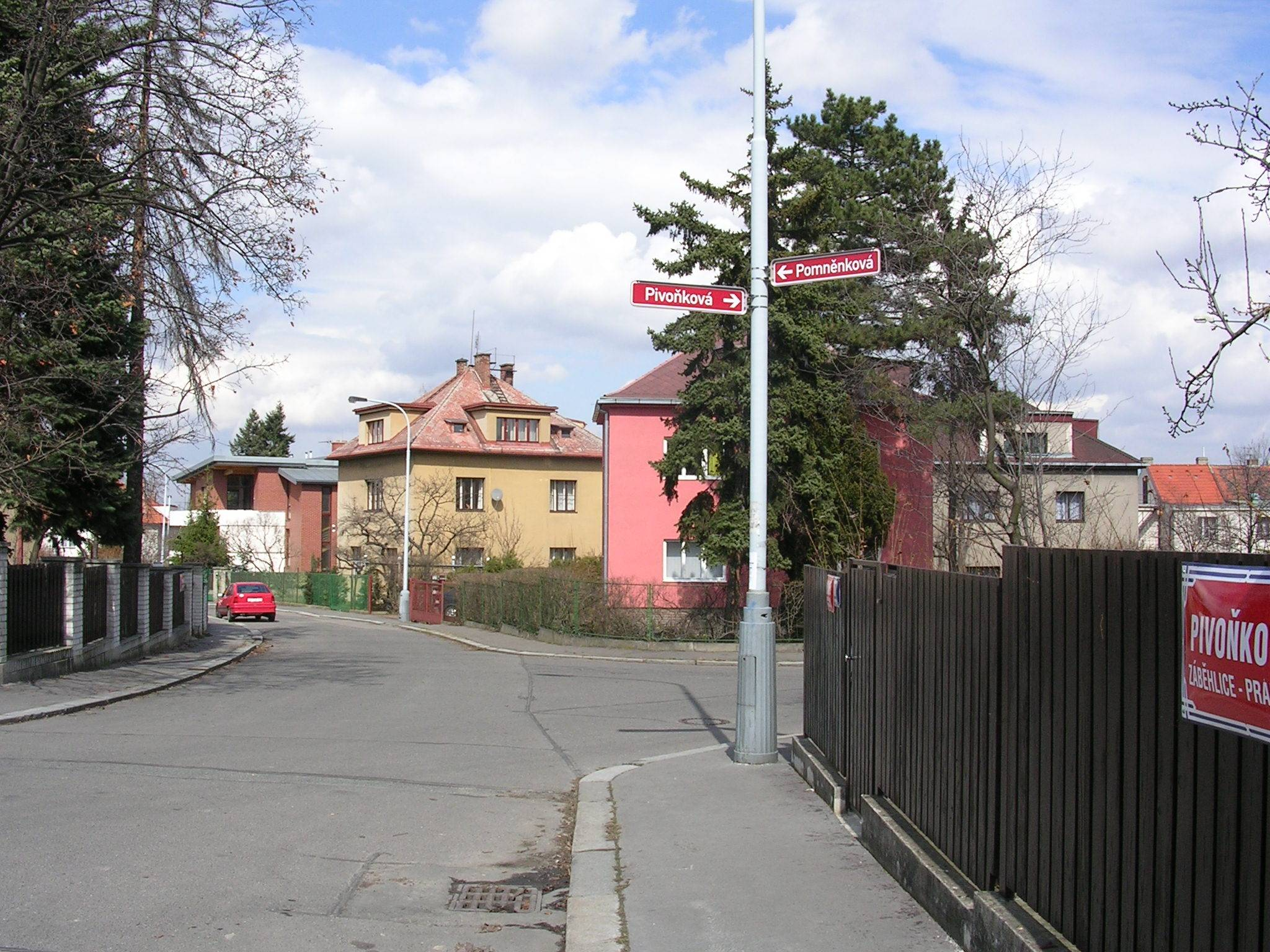
Vilová část Zahradního Města, Pivoňková ulice
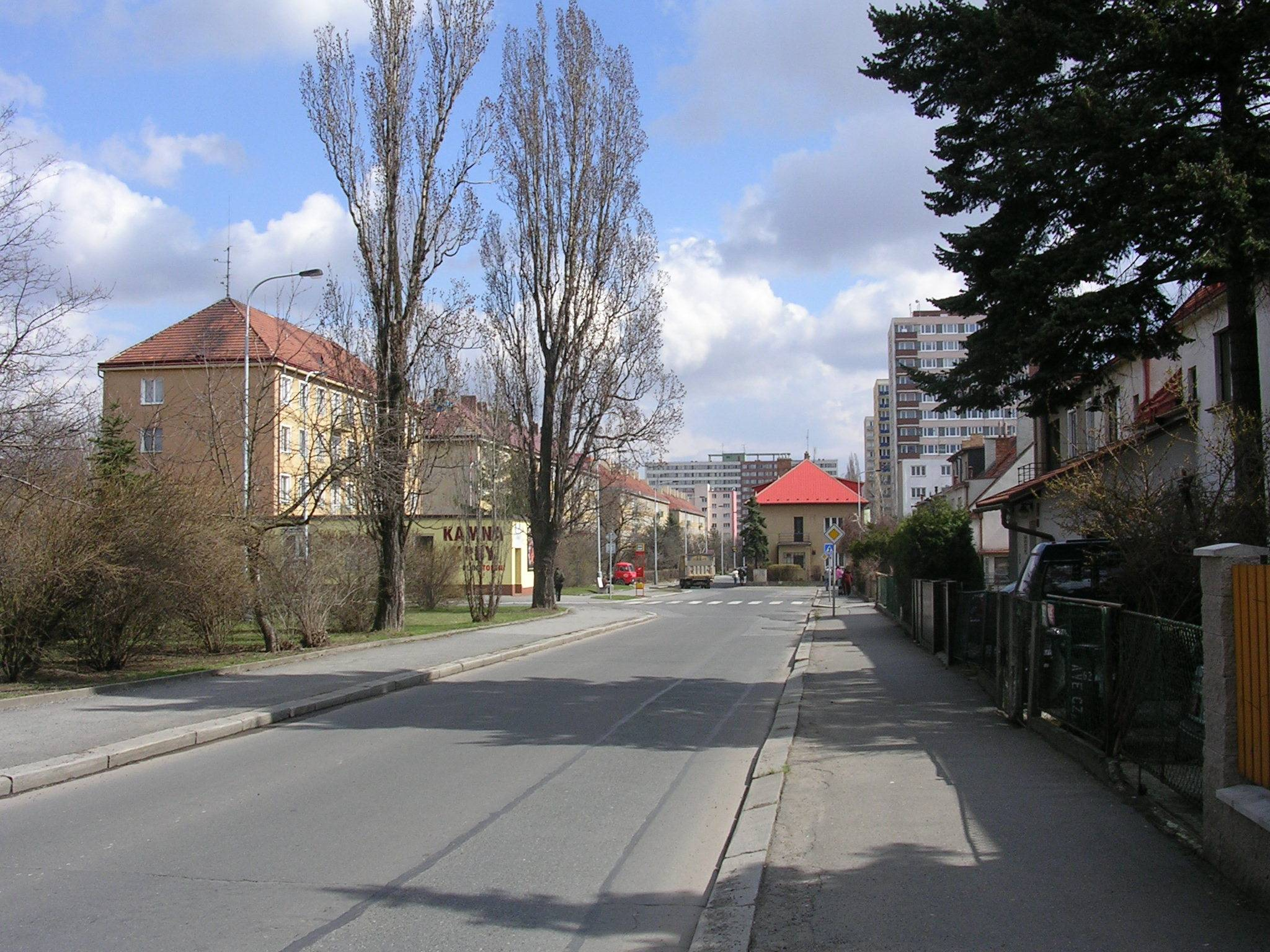
Dvouletkové domy v Jabloňové ulici
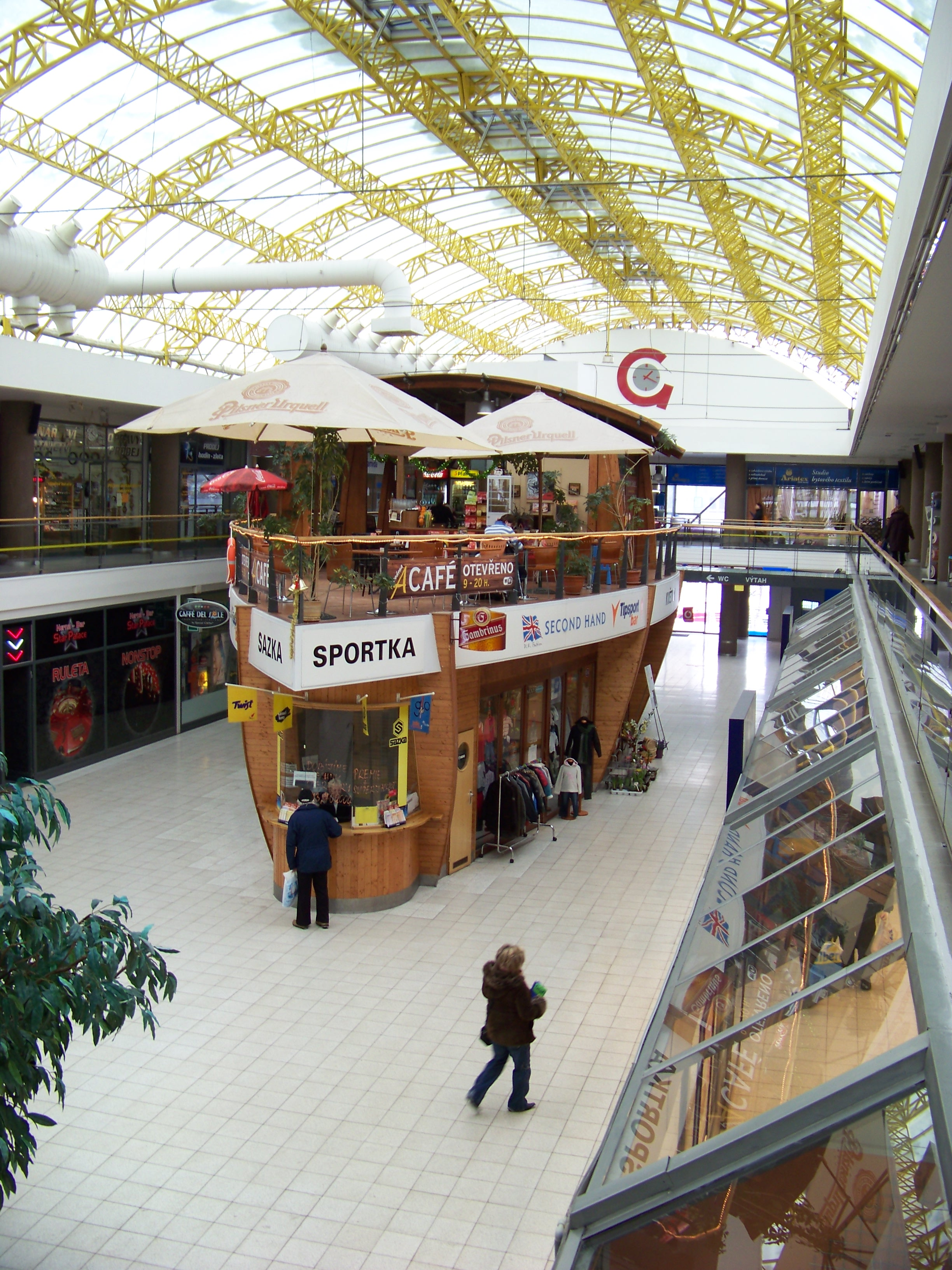
Obchodní centrum Cíl v Topolové ulici
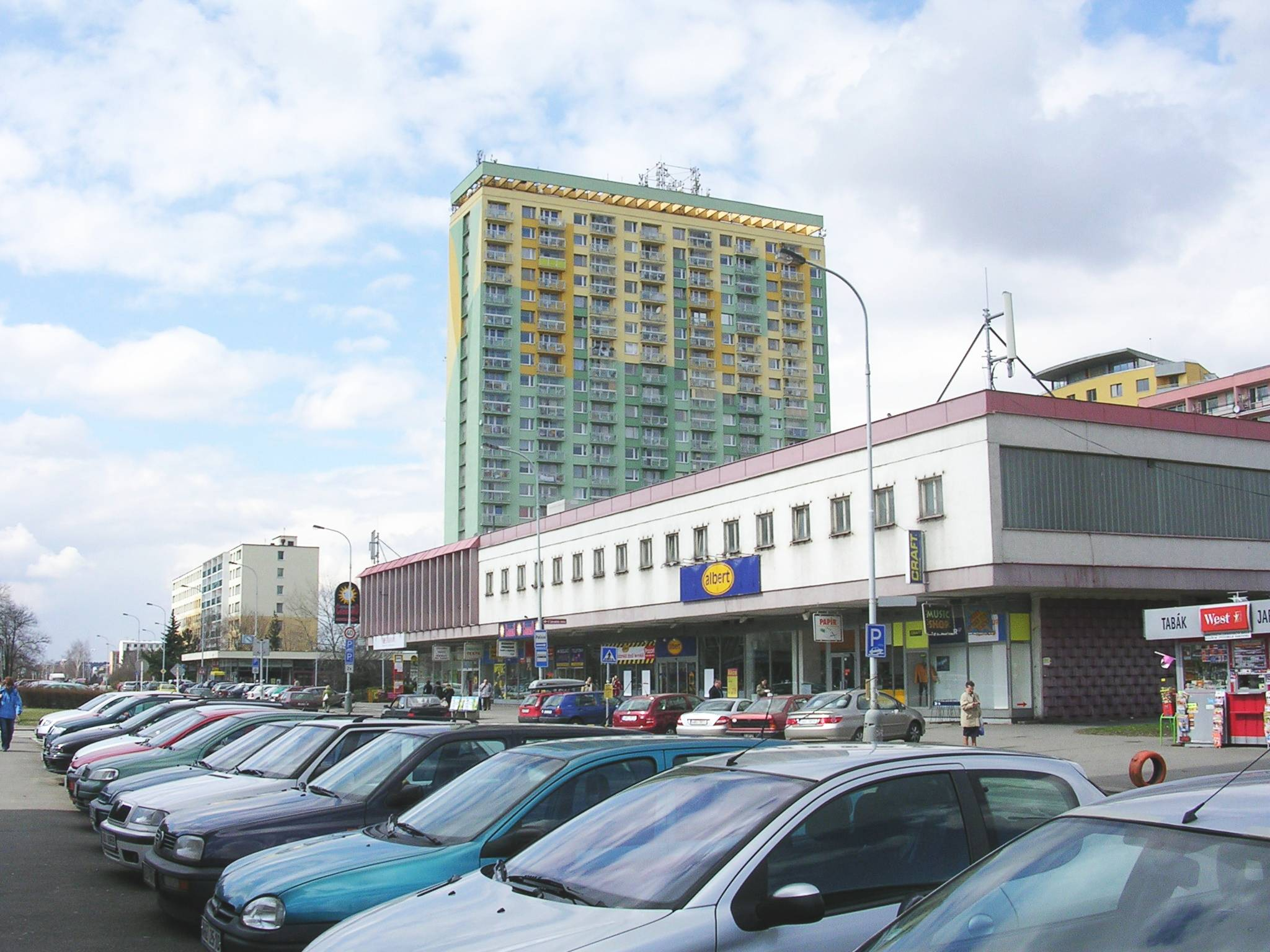
Obchodní centrum Květ v Jabloňové ulici, v pozadí výšková budova Arnika
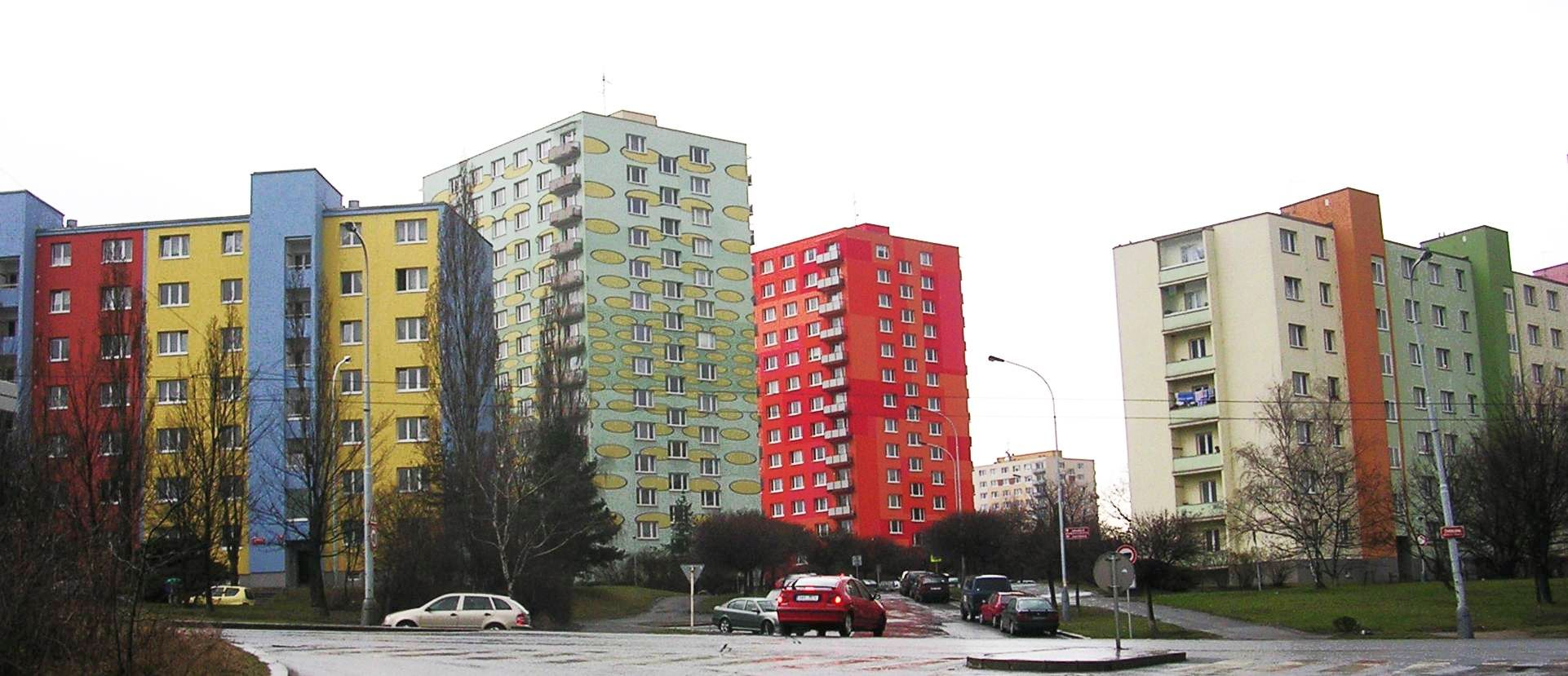
Jahodová ulice ve směru od Švehlovy
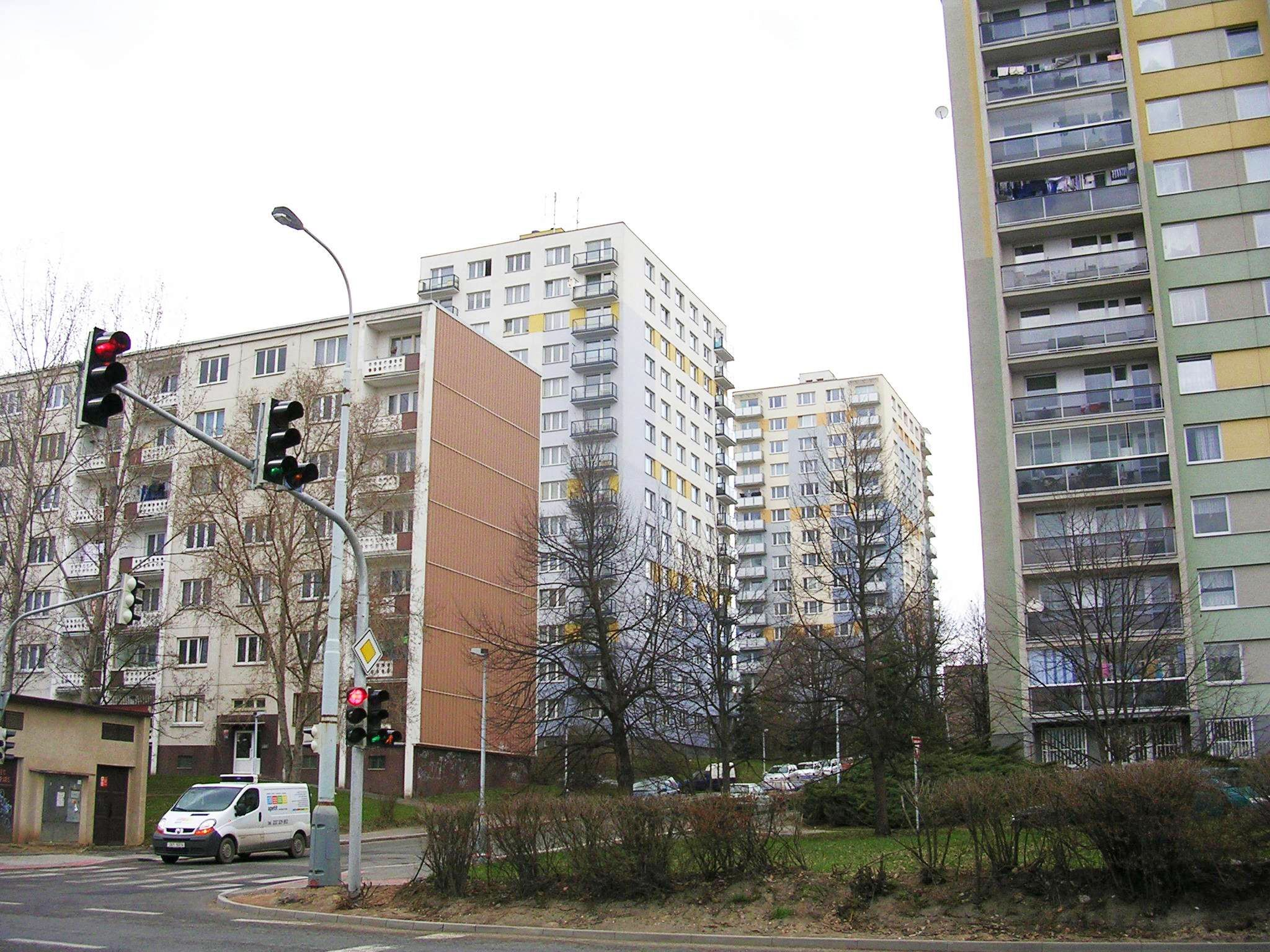
Hledíková ulice ve směru od Práčské
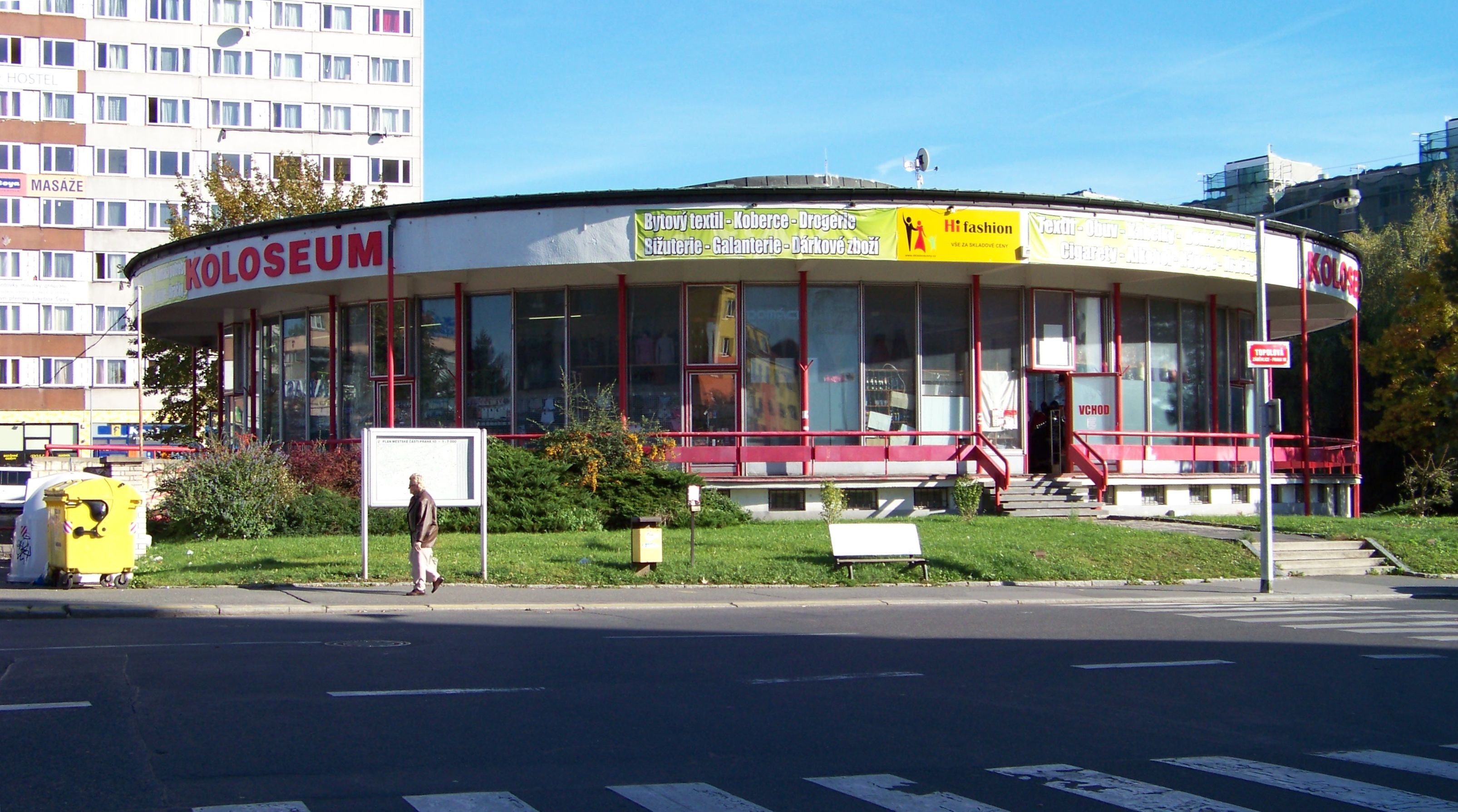
Bývalá restaurace Vesna, dnes obchodní centrum Koloseum
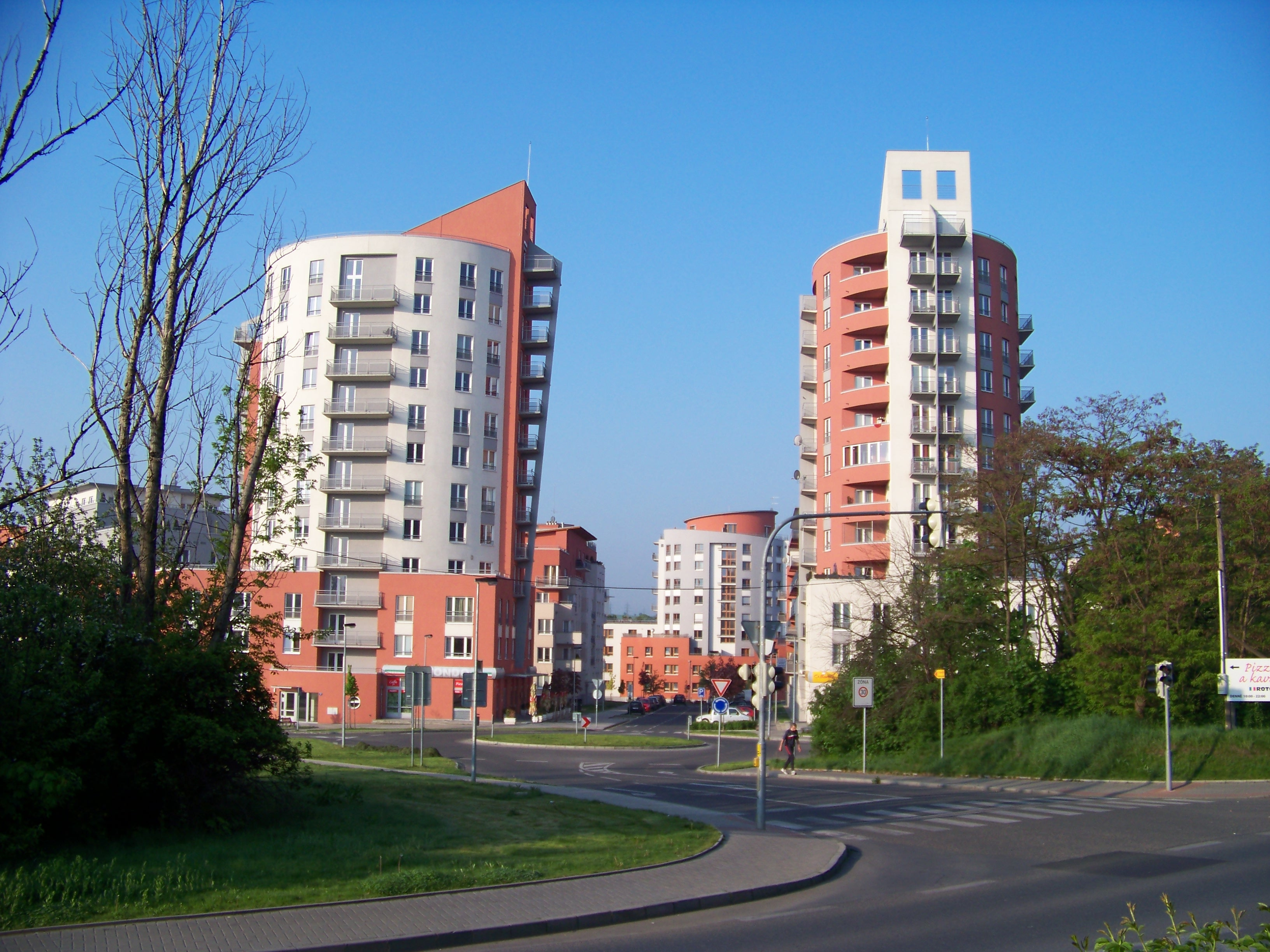
Nové Zahradní Město
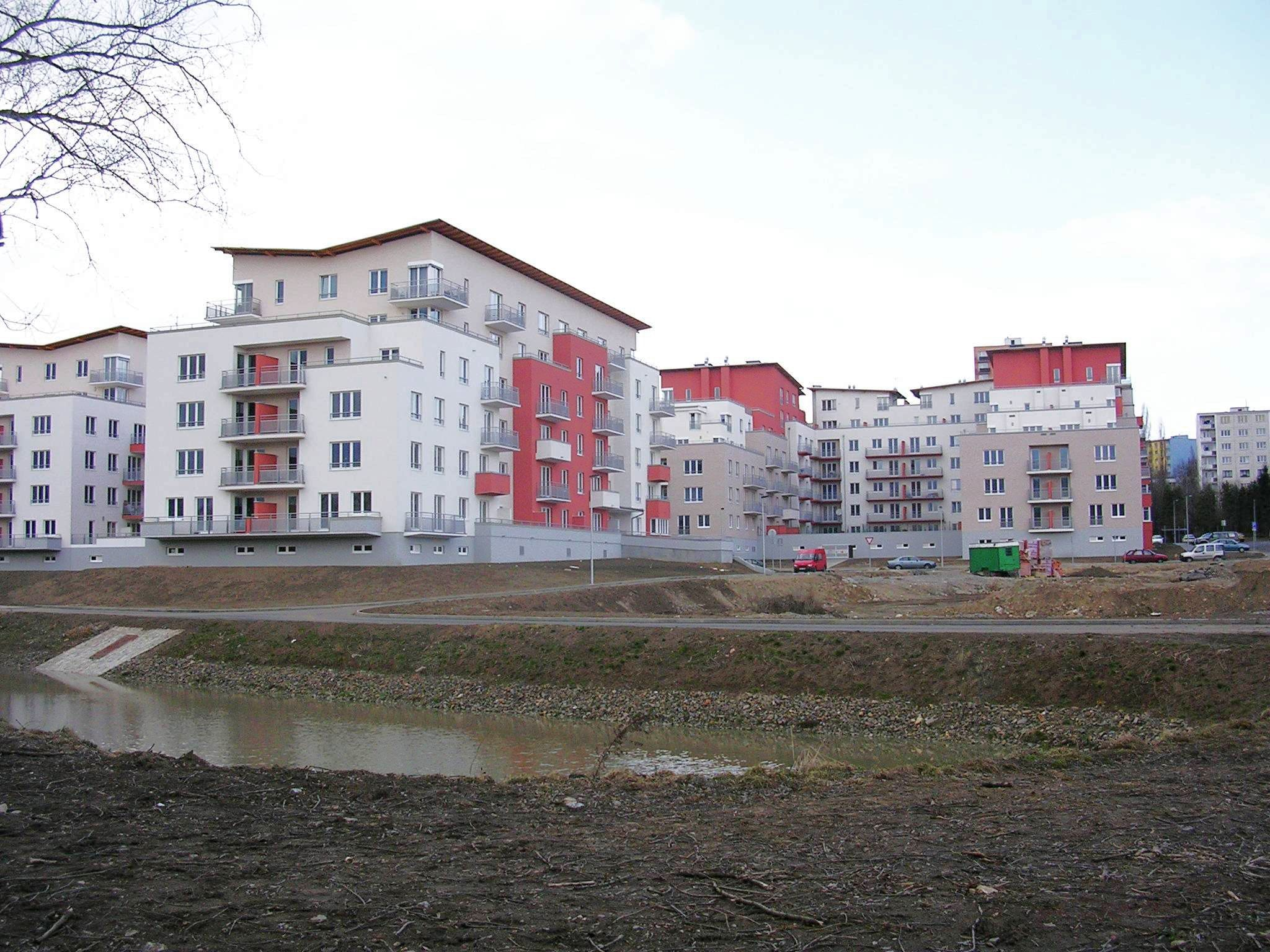
Nové Zahradní Město
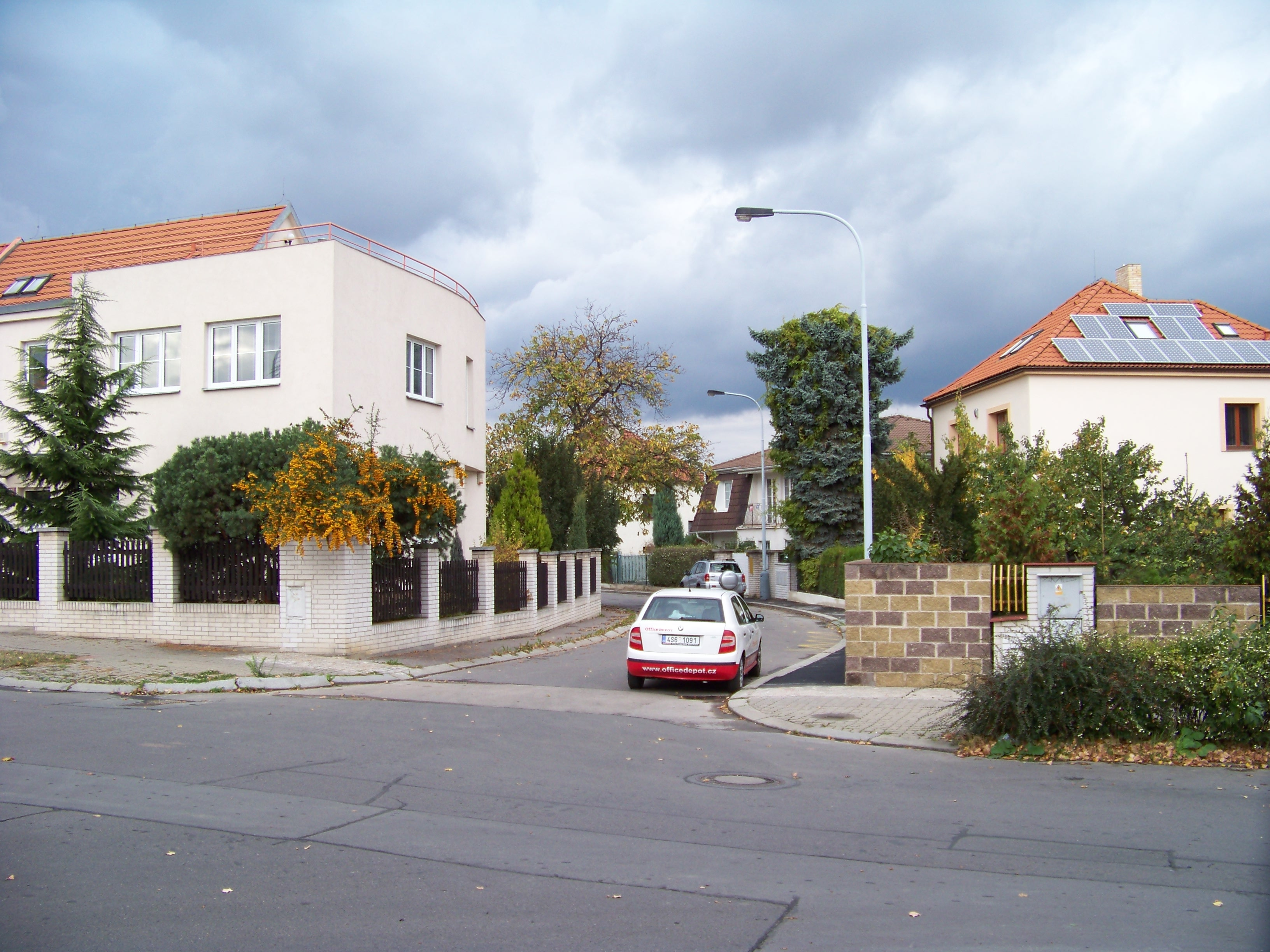
Ulice Fialková
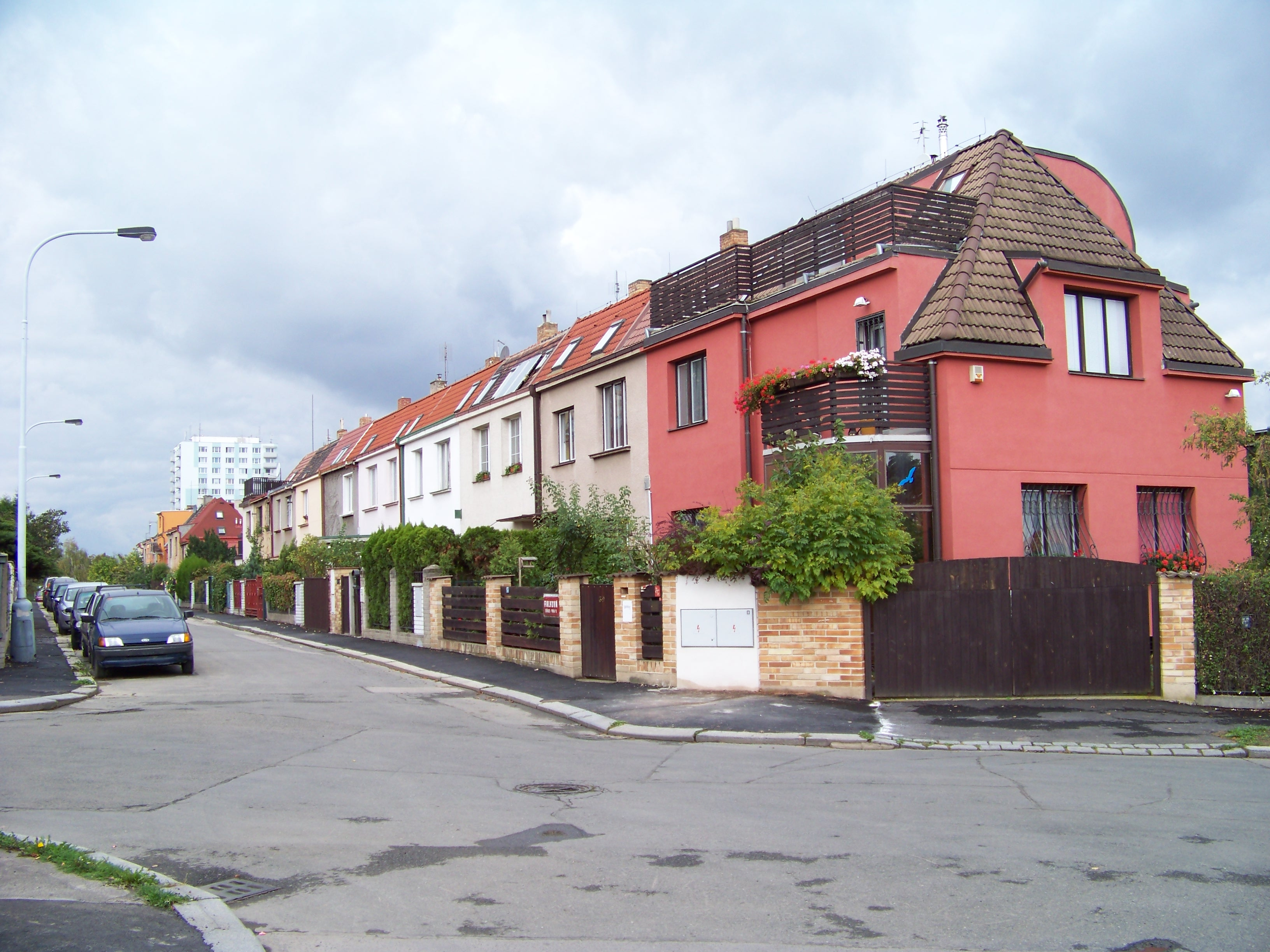
Typická zástavba 30. let

V osmdesátých letech bylo na jih od Zahradního Města, poblíž staré záběhlické školy (na přechodnou dobu byla provozována jako zvláštní škola) postaveno sídliště Práčská, označované též jako Sídliště Mládeže. To již nebývá považováno za součást Zahradního Města.
V roce 2005 je v jihovýchodní části Záběhlic, v místě někdejšího rozsáhlého zahradnictví mezi potokem Botičem a Práčskou ulicí, budována ve stylu firmy Central Group další zástavba, Nové Zahradní Město. Pouze katastrální hranice jej odděluje od sousedícího obchodního a kulturního centra, OC Park Hostivař v městské části Praha 15.

## Územní začlenění
Původně byly celé Záběhlice součástí městského obvodu Praha XIII. Na základě vládního nařízení 187/1947 Sb, účinného od 14. listopadu 1947, byl dosavadní obvod Praha XIII rozdělen na dva obvody. Název dosavadního obvodu se rozšířil o název sídelní čtvrti obvodu, tedy na Praha XIII – Vršovice, a v obvodu zůstaly pouze Vršovice a část Záběhlic (bez Zahradního Města). Zbytek původního obvodu (Staré Strašnice, Hostivař, část Záběhlic s názvem Zahradní Město) byl vyčleněn jako nový obvod Praha XX – Strašnice. Šlo o historicky první případ, kdy jedno pražské katastrální území bylo rozděleno do více městských obvodů.
K 1. dubnu 1949, kdy byla Praha vládním nařízením č. 79/1949 Sb. rozčleněna novou správní reformou na 16 městských obvodů číslovaných arabskými číslicemi, byl dosavadní obvod Praha XX – Strašnice přeměněn v nový obvod Praha 10. Při redukci počtu obvodů na 10 od 11. dubna 1960 zákonem č. 36/1960 Sb. byly víceméně opět sloučeny obvody Praha 13 a Praha 10 a nový obvod dostal označení Praha 10, které má dosud. Při vytvoření samosprávného členění Prahy podle zákona č. 418/1990 Sb., o hlavním městě Praze, s účinností od 24. listopadu 1990 zůstalo Zahradní Město v centrální městské části tohoto obvodu, která se jmenuje rovněž Praha 10.

## Doprava
Spojení Zahradního Města se Strašnicemi zajistilo družstvo Nová Praha od roku 1928 jedním najatým autobusem, později jezdily dva najaté autobusy až do spuštění provozu elektrické dráhy. Smluvní jízdné v roce 1935 bylo za jednu cestu jedna koruna. Od 18. října 1936 končila v Zahradním Městě tramvajová trať od Strašnic, po níž sem jezdila linka č. 4. Od 3. ledna 1954 byla trať prodloužena podél východní strany budoucího sídliště středem tehdy nově postavené Komarovovy ulice (dnes Švehlova) do Hostivaře. (Viz článek Tramvajová trať Průběžná – Nádraží Hostivař.) Zahradní Město mívalo tradičně přímé autobusové spojení směrem k centru (ke Strašnicím), k Hostivaři i k Pankráci, dnes (2017) nechybí ani přímé propojení veřejnou dopravou do opačné části Záběhlic na Spořilov.
V březnu 2018 byla zahájena stavba na trati Praha – České Budějovice (součásti 4. železničního koridoru), jejíž součástí je i nová stanice Praha – Zahradní Město. Na základech stanice se začalo pracovat na jaře 2019, v létě pak došlo k demolici starého podjezdu ulice Průběžná pod bývalým seřaďovacím nádražím. Železniční stanice je situována přímo na mostě přes zmíněnou komunikaci, tak je zajištěn přímý přestup na tramvajové a autobusové linky.
Podél západní a jižní části bylo plánováno prodloužení trasy metra A se stanicemi poblíž polikliniky na západním sídlišti a u obchodního domu u Nového Zahradního Města na hranici s Hostivaří, v územním plánu se s ním však nepočítá.

## Názvy ulic
Zajímavostí Zahradního Města je, že jde o největší komplex monotematických názvů ulic v celé Praze. Většina ulic zde nese název květin, rostlin, keřů a stromů.
Ulice ve vilovém Zahradním Městě: Broskvoňová, Fialková, Hlohová (původně Bezejmenná v roce 1935), Hrušňová, Hvozdíková, Chrpová (dříve V Zahradním městě), Jabloňová, Jahodová, Jiřinková, Kalinová, Karafiátová, Konvalinková, Kopretinová, Kosatcová, Macešková, Malinová, Mateřídoušková, Meruňková, Ostružinová, Pampelišková, Petrklíčová, Pivoňková, Podléšková, Pomněnková, Rozmarýnová, Rybízová, Slunečnicová, Střemchová, Šafránová (původně Ostrožková ještě v roce 1947),Topolová, náměstí Mezi Zahrádkami, U Zahradního města (1946 nejdelší ulice města; vedla od Práčské až po budoucí Jižní spojku).

Ulice v sídlišti Zahradní Město východ: Hledíková, Jahodová, Jasmínová, Kapraďová, Leknínová, Platanová, Přesličková, Sasanková, Sněženková, Topolová, Zvonková. Mimo tematický systém jsou názvy Práčská a Švehlova, patřící ulicím tvořícím jižní a východní okraj sídliště.
Ulice v sídlišti Zahradní Město západ: Blatouchová, Bramboříková, Břečťanová, Hyacintová, Chmelová, Jetelová, Mečíková, Narcisová, Slívová, Šalvějová, Tulipánová, Třezalková, mimo tematický systém názvů jsou ulice V korytech a Želivecká.
Ulice v Novém Zahradním Městě: Kamelova, Mattioliho, Mikanova, Velenovského a Harlacherova.

## Sport a ohlasy v kultuře
Sport v Zahradním Městě je tak starý jako sama čtvrť. Noví obyvatelé už v roce 1930 vytvářeli zájmové kroužky, ale trvalo téměř deset let, než ve čtvrti vznikl první sportovní klub. Sami nadšenci si zbudovali v roce 1934 provizorní zastřešený kuželník a kluziště. Již v roce 1936 byl postaven nový moderní kuželník a tři tenisové kurty s antukou, které v zimě sloužili pro bruslení a hokej. Klub A. K. Čerti byl založen oficiálně v roce 1939. Prvním sportem (kromě kuželek), který šířil dobré jméno Čertů byl od roku 1938 lední hokej. Dalšími sporty byla pak lehká atletika, tenis a stolní tenis, kanoistika a vodáctví vůbec. Hokej byl jediným sportem A. K. Čertů, který přežil v klubu německou okupaci.
Samostatnou kapitolu tvořil zájem obyvatel Zahradního Města o blahodárné působení jedné z nejstarších pražských jednot – záběhlické jednoty Sokol (diamantové jubileum působení – 75 let v roce 1946). V témže roce ještě nebylo Zahradní Město propojeno se Záběhlicemi osvětlenou cestou kolem hřbitova (dnes ulice Břečťanová), přestože i obyvatelé Záběhlic používali spojení el.drahou č.4, nebo byli zaměstnáni u firmy Michelin. Pro nedostatek větších sportovních ploch si záběhličtí a zahradňáčtí sokolové upravili velikou plochu pod sokolovnou na „stadion“. Zde došlo ke sletu II. okrsku Sokolské župy pražské – Scheinerovy. Na dalším okrskovém sletu už cvičilo 1600 cvičenců na stadionu záběhlické jednoty u zámečku. Vlastní Sokolovna je stále využívána.
Na původním hřišti pod Sokolovnou nyní působí sportovní klub TJ Astra Zahradní Město, kde je osm oddílů: badminton, házená, kuželky, moderní gymnastika, rekreační sport, sport pro všechny, tenis a volejbal. Hlavní areál se nachází v ulici V korytech, kde se nacházejí dvě sportovní haly, baletní sál, dvě hřiště s umělou trávou a antukové hřiště. V ulici Malinová je využívána kuželna a tenisové antukové kurty. V roce 2011 byl rekonstruován Park Malinová – Chrpová až ke kuželníku a nyní slouží k odpočinku, hraní a sportování dětí.
Spolu se sportem souvisel vznik Okrašlovacího spolku Zahradního Města, který se významně podílel na všech akcích, aby obyvatelstvo bylo uspokojeno ve vlastním prostředí a nebylo nuceno vyhledávat zábavu ve vnitřní Praze. Po přestavbě kuželníku se zde pořádaly i akce společenské. Byly založeny kroužky pěvecké, hudební a jiné. Mimo jiné se spolek zasloužil právě o monotematické názvy ulic. Spolek také podporoval Junáctví a jejich Vlčata. Dřevěná klubovna na konci zeleného pásu vpravo mezi ulicemi Jahodová/Jabloňová, u ulice Topolové sloužila dlouhá léta.
Spolu se záběhlickými bylo provozováno umění divadelní a pěvecké na prknech divadla „U Kýrů“. Jejich nastudovaná Pohádka o princezně Pampelišce se hrála i na prknech divadla na Fidlovačce (1950). Po dostavbě Sokolovny se i zde konaly další kulturní akce, např. se zde hrálo loutkové divadlo a pořádaly taneční zábavy. 
Nelze opomenout působení místní kapely Čerti, později pojmenovanou na Old sklerotic band. Z kulturních osobností zdejších nelze vynechat působení učitele Josefa Heyduka, překladatele a spisovatele, který učil na obecné škole Ostružinová a měšťanské škole Práčská, herce a zpěváka ND Jaroslava Rohana, hudebníka Antonína Matějku a operního zpěváka Jaroslava Horáčka.

## Sousedící území
- Záběhlice (též katastrální území, do nějž Zahradní Město spadá)
- Práče
- Hostivař
- Strašnice
- Michle a Bohdalec
- Spořilov